# Rue Yongwu (métro de Nanning)
Rue Yongwu (chinois : 邕武路站 / pinyin : Yōngwǔ lù zhàn / zhuang : Camh Roen Yunghvuj) est une station de la ligne 3 du métro de Nanning. Elle est située de part et d'autre de la rue Yongwu et du boulevard Anwu, dans le district de Xixiangtang de la ville de Nanning, en Chine.
Ouverte le 6 juin 2019, elle comprend quatre entrées et une seule plateforme.

## Situation sur le réseau

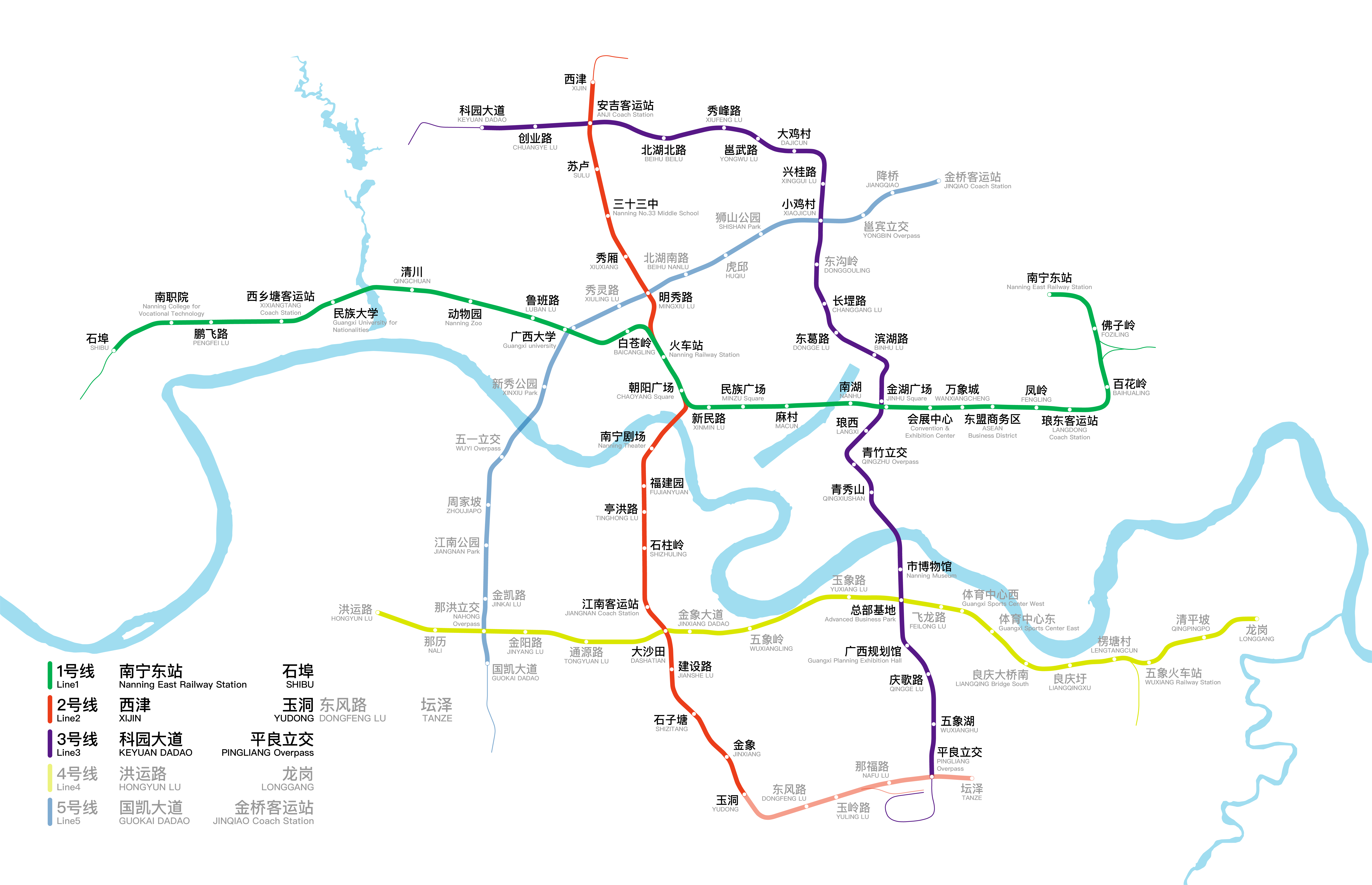
Plan du métro.

Établie en souterrain, Rue Yongwu est située sur la ligne 3 du métro de Nanning, entre la station Rue Xiufeng, en direction du terminus nord Boulevard Keyuan (zh), et la station Dajicun, en direction du terminus sud Échangeur Pingliang (zh).

## Histoire
La construction de la ligne débute en 2015. Des acquisitions de terrain sont effectuées en janvier 2019 pour la construction des facilités de la station. La ligne ouvre officiellement avec 22 stations le 6 juin 2019, dont Rue Yongwu.

## Services aux voyageurs

### Accès et accueil
Rue Yongwu est une station souterraine à deux niveaux pourvue de quatre entrées au niveau du sol. L'ascenseur pour personnes handicapées se situe à la sortie C.
Station souterraine, elle dispose de trois niveaux :
| Niveau 0   | Entrées et sorties                                       | Entrées et sorties                                         |
| Sous-sol 1 | Salle d'accueil                                          | Service à la clientèle, boutiques et guichet libre-service |
| Sous-sol 2 |                                                          | Ligne 3 Voie 1 : En direction de Boulevard Keyuan (zh)     |
| Sous-sol 2 | Quai central                                             |                                                            |
| Sous-sol 2 | Ligne 3 Voie 2 : En direction d'Échangeur Pingliang (zh) |                                                            |

### Desserte
Les premiers et derniers trains à destination de Boulevard Keyuan sont à 7h00 et 23h38, tandis que ceux à direction d'Échangeur Pingliang sont à 6h34 et 23h11. Le coût d'un billet est de 6 yuans (元).

### Intermodalité
La station est accessible par la ligne 50 du réseau d'autobus de Nanning.

## À proximité
| Numéro                                         | Destinations proches                                                                                |
| ---------------------------------------------- | --------------------------------------------------------------------------------------------------- |
| Sortie A                                       | Boulevard Anwu (安武大道), rue Yongwu (邕武路), école secondaire no. 49 (南宁市第四十九中学)        |
| Sortie B                                       | Boulevard Anwu, rue Yongwu, école primaire de la rue Huaqiang, secteur Aohua (华强路小学(澳华校区)) |
| Sortie C                                       | Rue Yongwu, école primaire de la rue Huaqiang, secteur Aohua, poste de police général (高峰派出所)  |
| Sortie D                                       | Rue Yongwu, Rue Jinqiao (金桥路), Université du Guangxi, campus Yongwu (广西大学(邕武校区))         |
| Légende： Ascenseur pour personnes handicapées | |